# Suomusjärvi
Suomusjärvi var en kommun i landskapet Egentliga Finland i Finland. Kommunen hade 1 329 invånare (2008), på en yta av 176,48 km². Den 1 januari 2009 förenades Suomusjärvi jämte Bjärnå, Finby, Halikko, Kiikala, Kisko, Kuusjoki, Muurla och S:t Bertils med Salo stad.
De före detta grannkommuner till Suomusjärvi var Karislojo, Kiikala, Kisko, Nummi-Pusula och Sammatti. Suomusjärvi var enspråkigt finskt.

## Historia
Många stenåldersfynd har gjorts i Suomusjärvi, men brons- och järnåldersfynd har inte varit lika rikliga. Man antar att den fasta bosättningen grundades på 1300-talet. I mitten av 1400-talet förenades området till Muurla socken, där Suomusjärvi tillhörde Kaninkola bol. År 1540 fanns det 15 byar i Suomusjärvi.
Den första kyrkan i Suomusjärvi byggdes i byn Laidike vid sjön Enäjärvi år 1635. År 1678 blev Suomusjärvi ett kapell under Kisko. Kyrkan flyttades till nuvarande Suomusjärvi kyrkby på 1650-talet. År 1898 blev Suomusjärvi en självständig församling och orten fick sin första kyrkoherde år 1904.

## Geografi

### Byar
Ahtiala, Arpalahti, Häntälä, Hinttala, Kettula, Kitula, Koorla, Lahnajärvi, Laidike, Laperla, Lemula, Rautsuo, Salittu, Salmi, Suomusjärvi, Taipale.
I slutet av 2016 fanns det 595 invånare i tätorten Kitula.

## Kultur
Suomusjärvi är känd för Suomusjärvikulturen, en arkeologisk kulturform under äldre stenålder, mesolitikum, uppkallad efter boplatsfynd från Laperla i Suomusjärvi. Kulturen fanns mellan 7400 och 4300 f.v.t.
Museiverket har klassificerat två värdefulla byggda kulturmiljöer av riksintresse i Suomusjärvi. En, Aneriojärvis bybostättning, består av byar Yltäkylä, Laperla och Häntälä. Den andra är Suomusjärvi kyrkby.
Suomusjärvi hembygdsmuseum hör numera till Salos historiska museum Samu.

### Sevärdheter
- Suomusjärvi kyrka
- Suomusjärvi hembygdsmuseum
- Minnesten över gamla kyrkan i Laidike

## Bilder

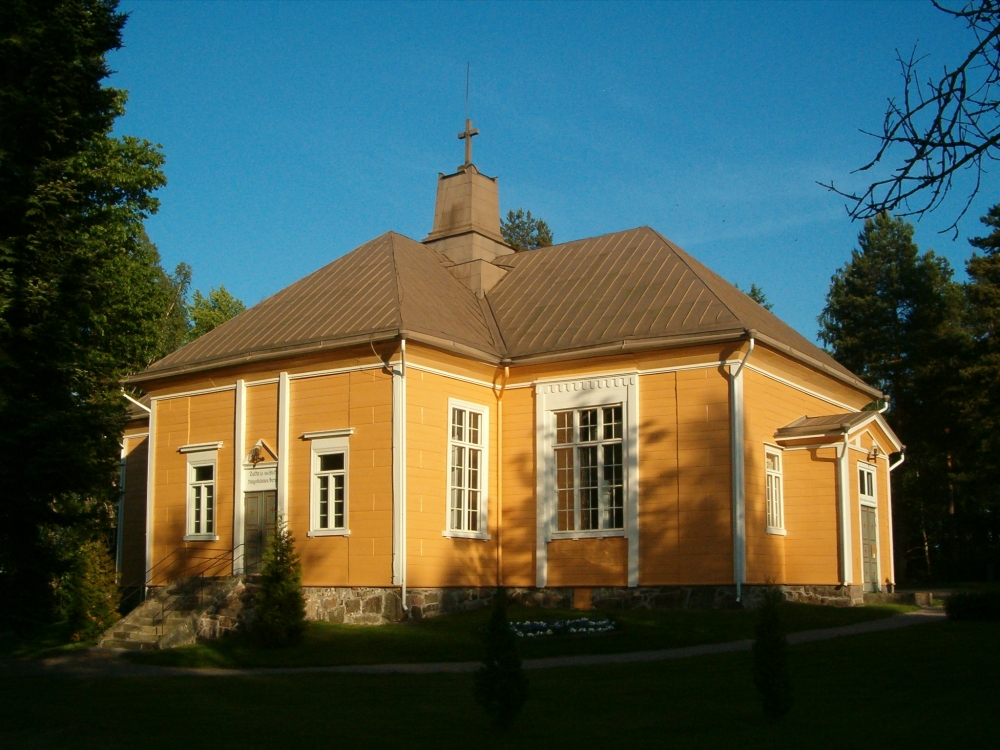
Suomusjärvi kyrka.
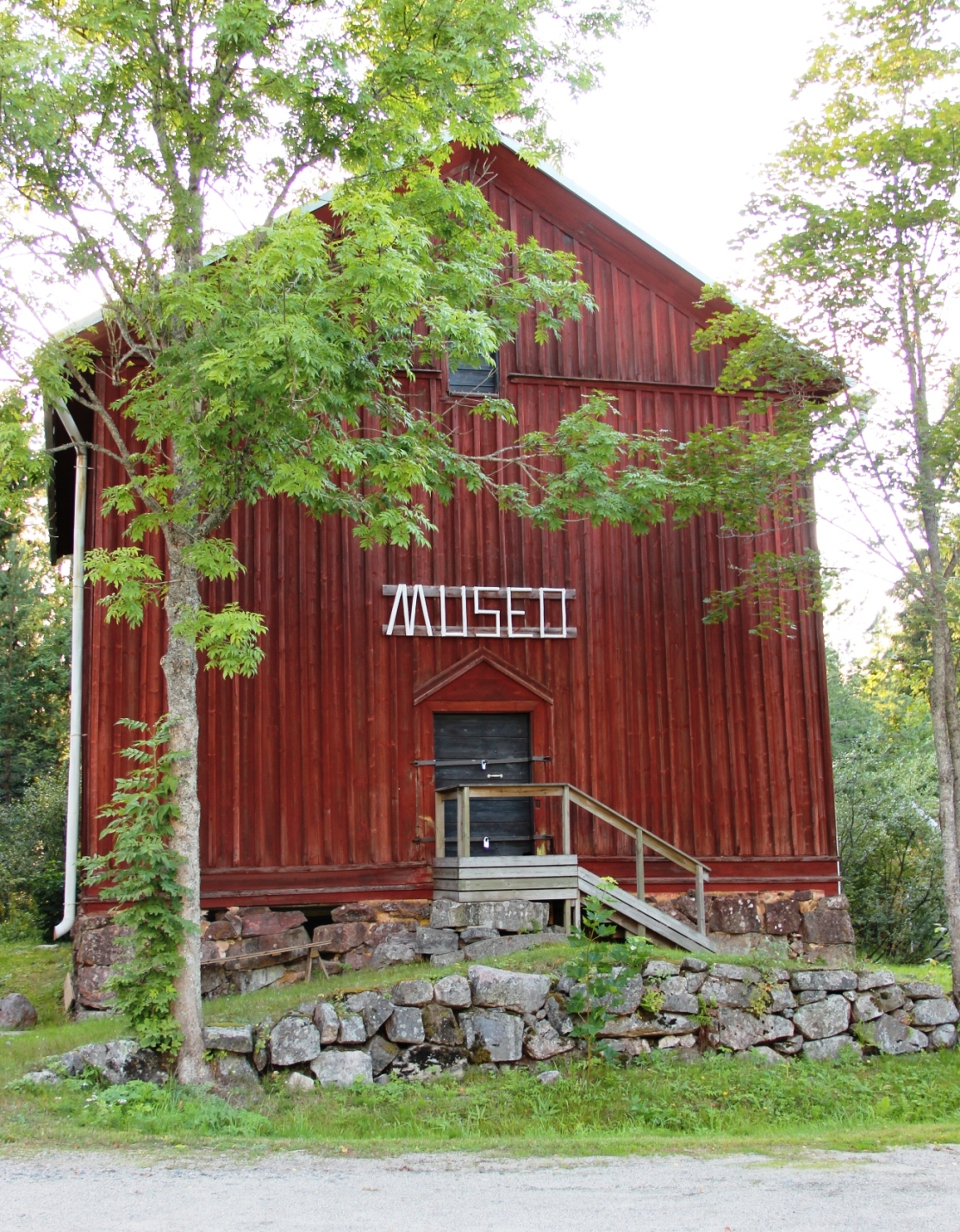
Suomusjärvi hembygdsmuseum.
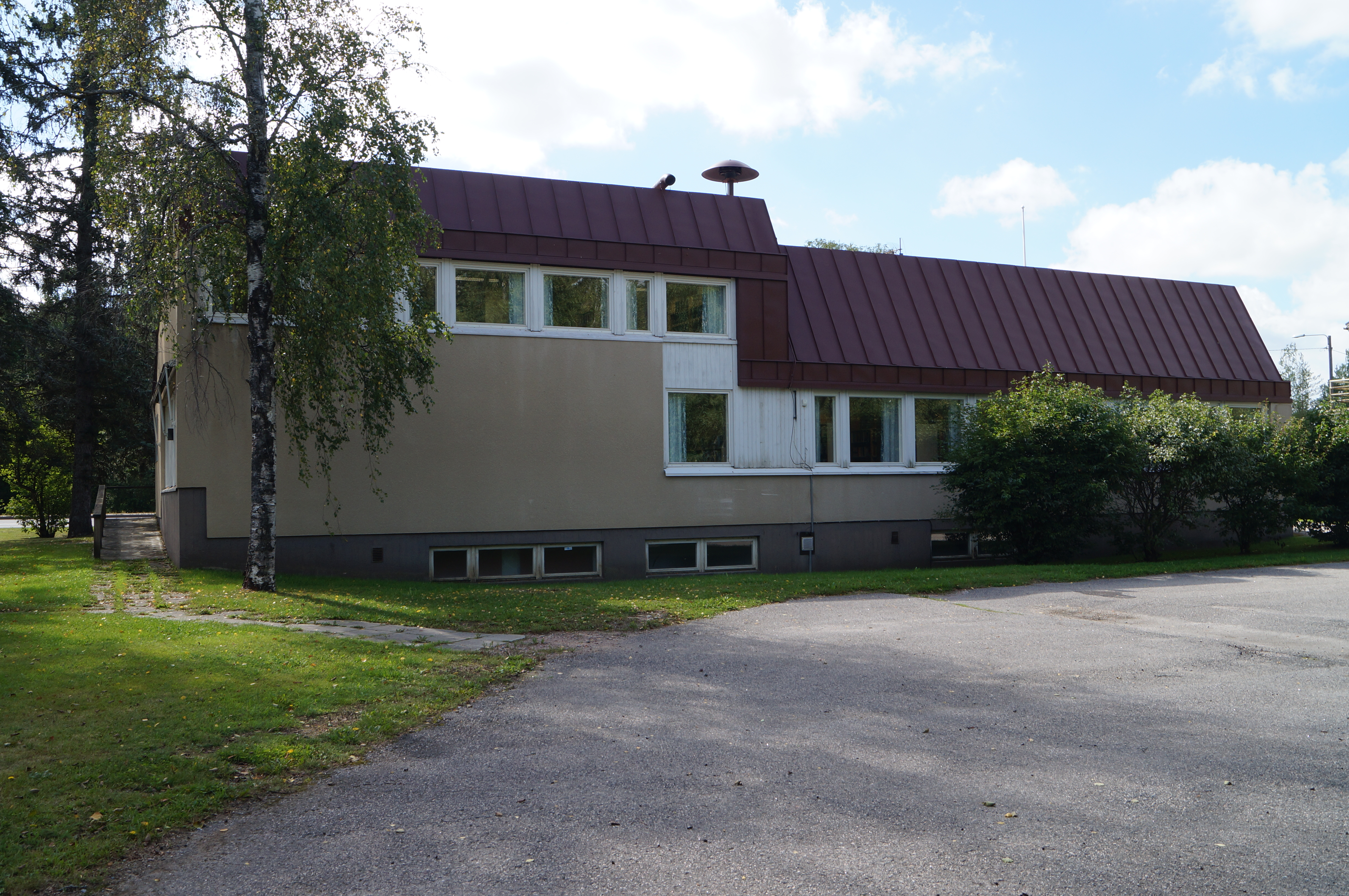
Före detta kommunhuset i Suomusjärvi.
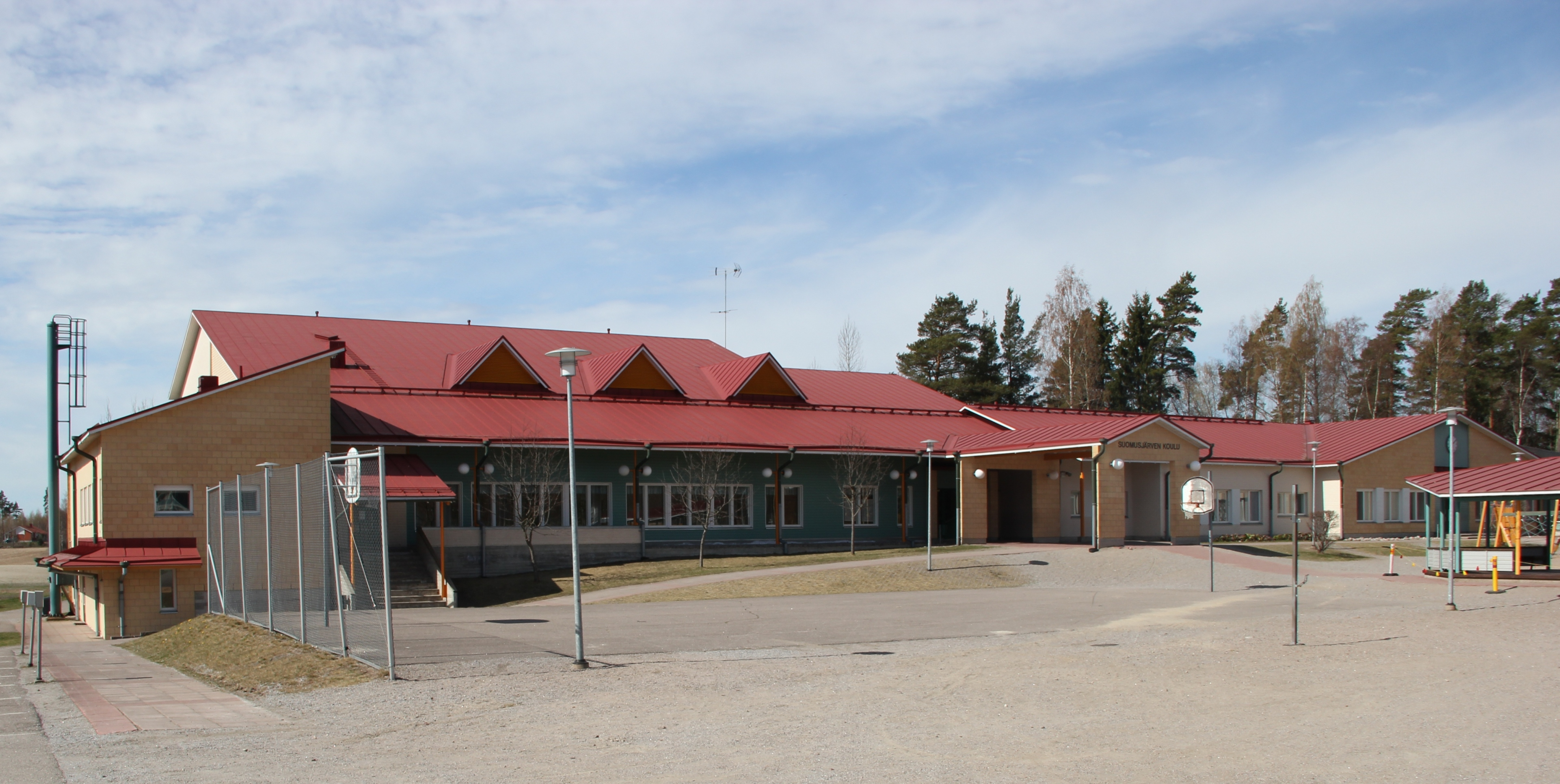
Suomusjärvi skola.
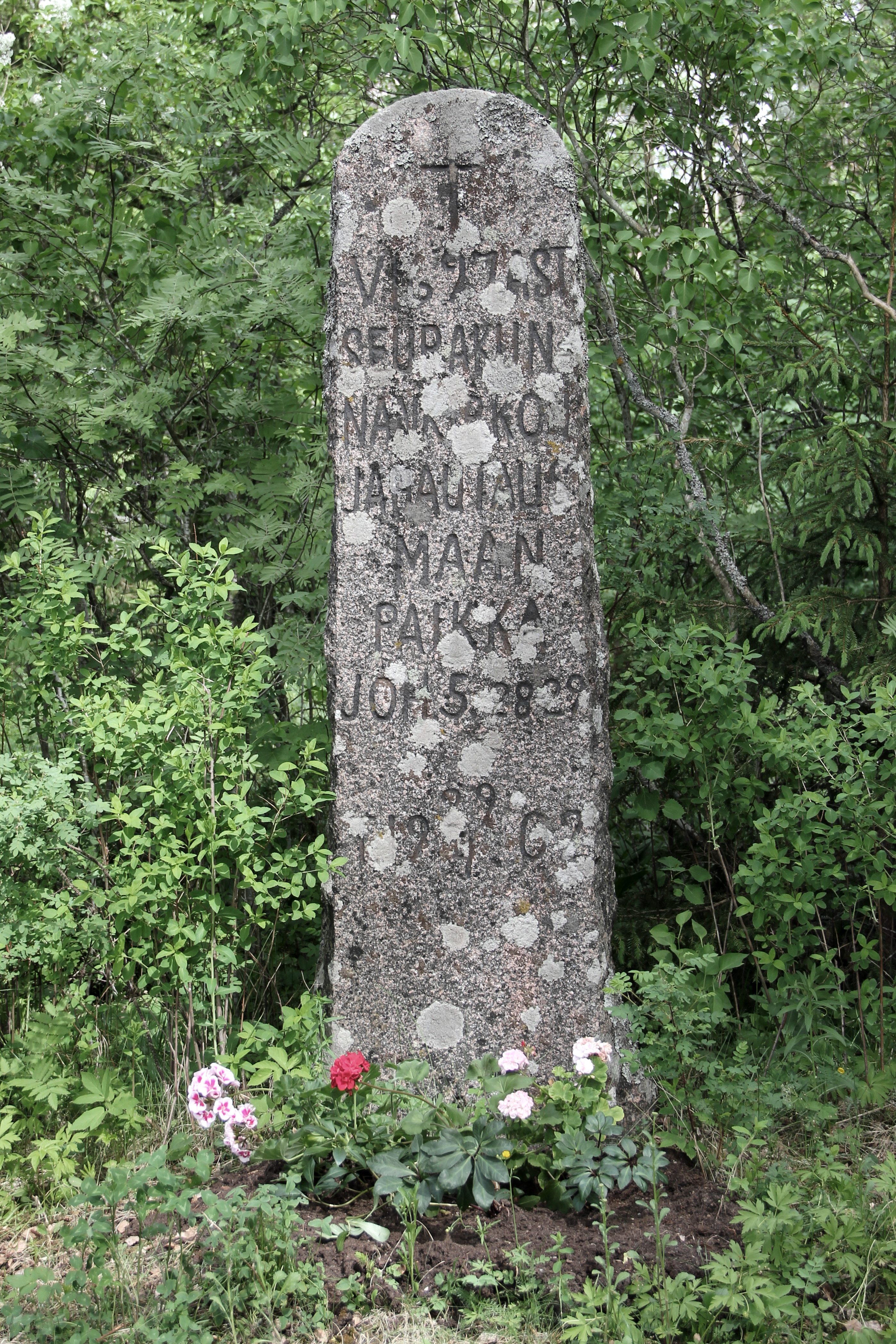
Minnessten över den gamla kyrkan i Laidike.
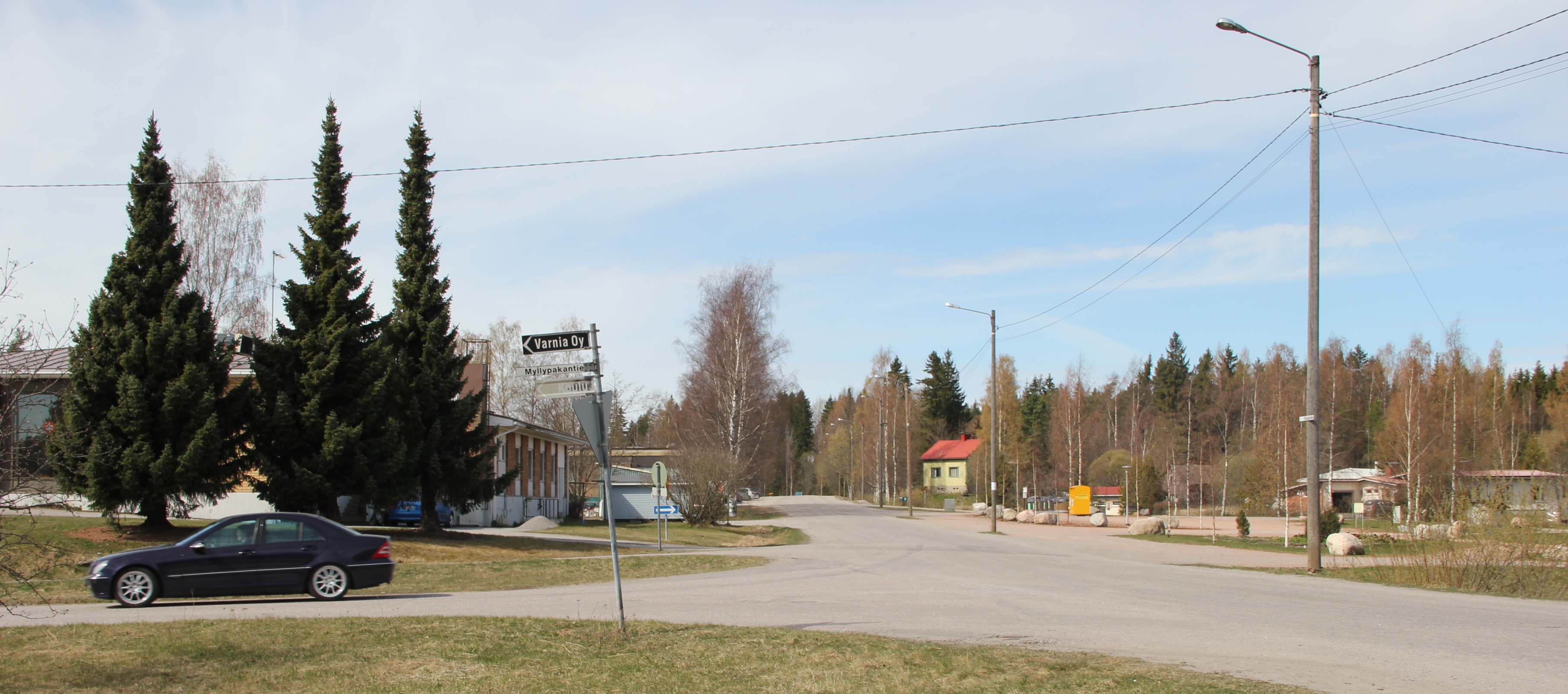
Tätorten Kitula.